# 47:an Löken blåser på
47:an Löken blåser på är en svensk komedifilm från 1972 baserad på den tecknade serien 47:an Löken. Filmen är en uppföljare till filmen 47:an Löken från 1971.

## Handling
Två utländska generaler kommer till regementet för att studera några uppfinningar. När uppfinningarna ska demonstreras går inte allt som det ska...

## Om filmen
Filmen är inspelad i Rangfilms ateljé i Stockholm och hade premiär den 11 september 1972. Stockholmspremiär den 22 april 1973 på biograf Alfa Romeo vid Fridhemsplan. Filmen är barntillåten och har visats på Kanal 5.

## Rollista
- Lasse Kühler – 47:an Löken
- Janne Carlsson – 69:an
- Tjadden Hällström – Konrad Kruth, kapten
- Berit Bogg – Karin Kruth, kapten Kruths dotter
- Gösta Krantz – Östen Örkelljung, överste
- Nisse Ericson – Gustav Granath, general
- Lasse Åberg – Painriche, general
- Bernt Dahlbäck – Zätapowski, general
- Carl-Axel Elfving – Frasse Fransson, furir
- Mille Schmidt – Gunnar Gädda, laborator
- Börje Nyberg – Fabian Fronth, fanjunkare
- Lars Lennartsson – Carl Celsius, doktor
- Sten Ardenstam – Malcolm Mynning, major
- Hasse Burman – Lars Löja, löjtnant
- Sonja Hildings – fru Kuhla
- Inge Hansson – 33:an
- Laila Westersund – Laila, köksa
- Christine Gyhagen – Jacqueline, Painriches syster
- Marie Forså – flicka i bastun

## Musik i filmen
- Queen's Parade, kompositör Arnold Steck
- Rockin' the Blues, kompositör Frank Barcley
- Rock'n'Roll Boogie, kompositör Frank Barcley

## DVD
Filmen gavs ut på VHS i oktober 1995. Den gavs ut på DVD 2003 och i en nyutgåva 2007 tillsammans med föregångaren 47:an Löken.